# Maloides cavernicola
Maloides cavernicola är en spindelart som först beskrevs av Forster och Wilton 1973.  Maloides cavernicola ingår i släktet Maloides och familjen mörkerspindlar. Inga underarter finns listade i Catalogue of Life.